# مصر في الألعاب الأولمبية الشتوية 1984
شاركت مصر في الألعاب الأولمبية الشتوية لأول مرة في دورة 1984 التي أقيمت في سراييفو، يوغوسلافيا وحتى عام 2022 تعتبر تلك هي المرة الوحيدة التي تشارك بها مصر. وكان المشارك الوحيد فيها هو المتزلج جميل الريدي الذي شارك في 3 منافسات مختلفة لكنه لم يفز بميدالية.